# Matthias Guggenberger
Pour les articles homonymes, voir Guggenberger.
Matthias Guggenberger, né le 24 septembre 1984, est un skeletoneur autrichien. Au cours de sa carrière, il a pris part aux Jeux olympiques de 2010 de Vancouver où il termine à la huitième place et meilleur Autrichien. Il n'est jamais monté sur un podium en championnat du monde mais à une reprise en coupe du monde, à l'occasion de la manche de Königssee en janvier 2012, en plus il a remporté le titre national d'Autriche lors de la saison 2009.

## Palmarès

### Jeux olympiques d'hiver
- Meilleur résultat : 8e en 2010 à Vancouver (Canada).

### Championnats du monde de skeleton
- Individuel
  - Meilleur résultat : 15e en 2017.
- Mixte
  -  Médaille de bronze  : en 2016.

### Coupe du monde de skeleton
- Meilleur classement général : 10e en 2012, 2015 et 2018.
- 1 podium individuel dont 1 troisième place.